# Croissy-Beaubourg
Croissy-Beaubourg ist eine französische Gemeinde mit 1969 Einwohnern (Stand 1. Januar 2022) im Département Seine-et-Marne in der Region Île-de-France. Sie gehört zum Arrondissement Torcy und zum Kanton Champs-sur-Marne. Darüber hinaus gehört Croissy-Beaubourg zur Ville nouvelle Marne-la-Vallée. Die Einwohner werden Croisséens genannt.
Croissy-Beaubourg wurde 1804 aus den bis dahin selbstständigen Gemeinden Croissy und Beaubourg gebildet.
Nachbargemeinden von Croissy-Beaubourg sind Émerainville, Noisiel, Lognes, Torcy, Collégien und Roissy-en-Brie.

## Bevölkerungsentwicklung
| Jahr      | 1962 | 1968 | 1975 | 1982 | 1990 | 1999 | 2007 | 2015 |
| Einwohner | 217  | 231  | 957  | 1555 | 2396 | 2236 | 2077 | 1996 |

## Sehenswürdigkeiten

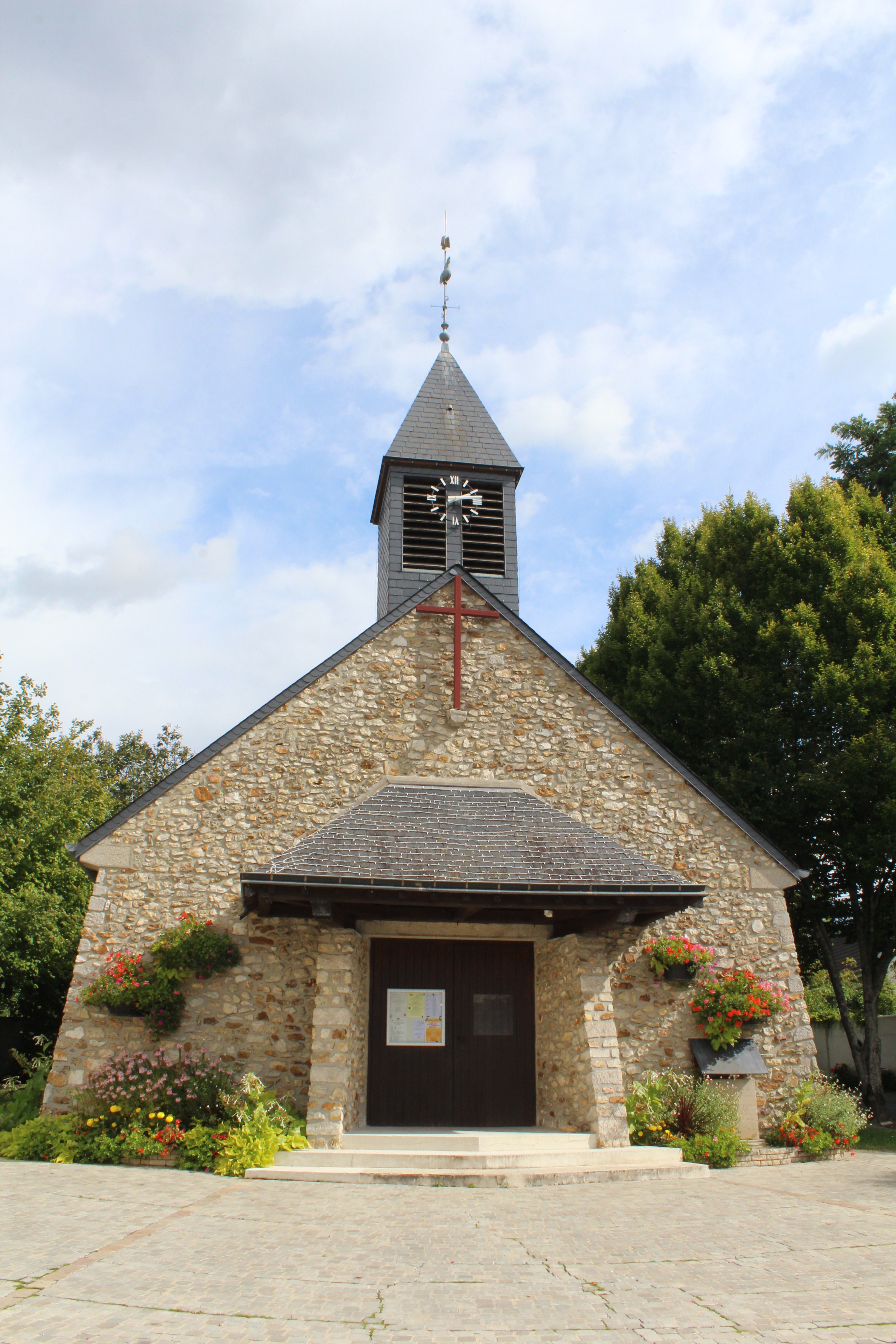
Kirche Saint-Marcellin

Siehe auch: Liste der Monuments historiques in Croissy-Beaubourg
- Kirche Saint-Marcellin
- Schloss Croissy (1975 abgerissen)

## Persönlichkeiten
- Antoine IV. d’Estrées (um 1529–1609), Marquis de Coeuvres, Vater von Gabrielle d’Estrées, 1573 Besitzer von Croissy
- Joachim Béraud, Seigneur de Torcy, kauft 1656 Croissy
- Charles Colbert, marquis de Croissy (1629–1696), dessen Schwiegersohn
- Anselm Kiefer (1945 -), bildender Künstler, betreibt ein Atelier in Croissy-Beaubourg.[1]

## Städtepartnerschaften
- Roccasecca (Italien)